# 親子クイズ
『親子クイズ』（おやこクイズ）は、1954年7月3日から1956年10月28日までNHKテレビ（現・NHK総合テレビ）の『子供の時間』枠で放送されていたクイズ番組である。

## 概要
毎回著名人の親子が参加し、クイズとゲームに興じていた。キャッチフレーズは「やってごらん、やってみよう」。司会は当時NHKのアナウンサーだった高橋圭三が務めていた。

## 放送時間
いずれも日本標準時。
- 土曜 18:30 - 19:00 （1954年7月3日 - 1954年10月23日）
- 土曜 18:10 - 18:40 （1954年10月30日 - 1955年4月9日）
- 土曜 18:00 - 18:30 （1955年4月16日 - 1955年12月17日）
- 日曜 18:00 - 18:30 （1956年1月8日 - 1956年10月28日）